# Kamal Mohammed El-Shazli

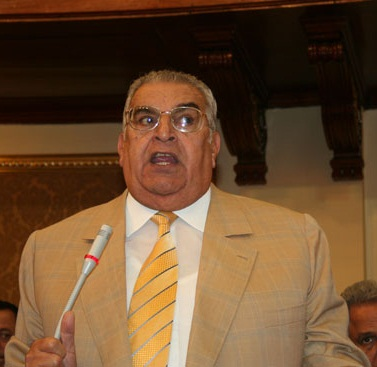
Kemal El-Shazli

Kamal Mohammed El-Shazli (arabisch كمال الشاذلي, DMG Kamāl aš-Šāḏilī; * 16. Februar 1934 in der Provinz al-Minufiyya; † 16. November 2010 in al-Bagour, al-Minufiyya) war ein ägyptischer Politiker.

## Leben
Kamal Mohammed El-Shazli schloss 1957 seine Ausbildung an der Law School der Universität Kairo ab.
Kamal Mohammed El-Shazli war seit 1968 Erwerbspolitiker, als er Generalsekretär der arabischen sozialistische Union in Al-Minufiyya wurde. Die Beteiligung der Streitkräfte Ägyptens am Krieg in Afghanistan seit 2001 differenzierte Mohamed Al-Shazli dahingehend, dass die Unterstützung durch die Regierung in Kairo keine Zusage an eine Allianz sei.
Im Kabinett Abaid war er Minister für Madschlis asch-Schura. 2005 wurde er für die ägyptische nationaldemokratische Partei mit 25900 Stimmen, etwa 70 Prozent der gültigen Stimmen im ersten Wahlgang im Parlament bestätigt. 2005 wurde er, unter dem Einfluss von Gamal Mubarak, als Whip im Parlament und Generalsekretär der Nationaldemokratischen Partei durch Ahmed Ezz, abgelöst.
Er starb während der Parlamentswahlen in Ägypten 2010. Als er an ein Gerät zur künstlichen Beatmung angeschlossen wurde, fuhr ein Lautsprecherwagen der nationaldemokratischen Staatspartei durch seinen Wahlkreis, den Al-Bagour district, für den er in Folge seit 1969 im Parlament gesessen hatte und dementierte Gerüchte er sei gestorben.